# Temps de pose

Effet de différents temps de pose sur les objets en mouvement.

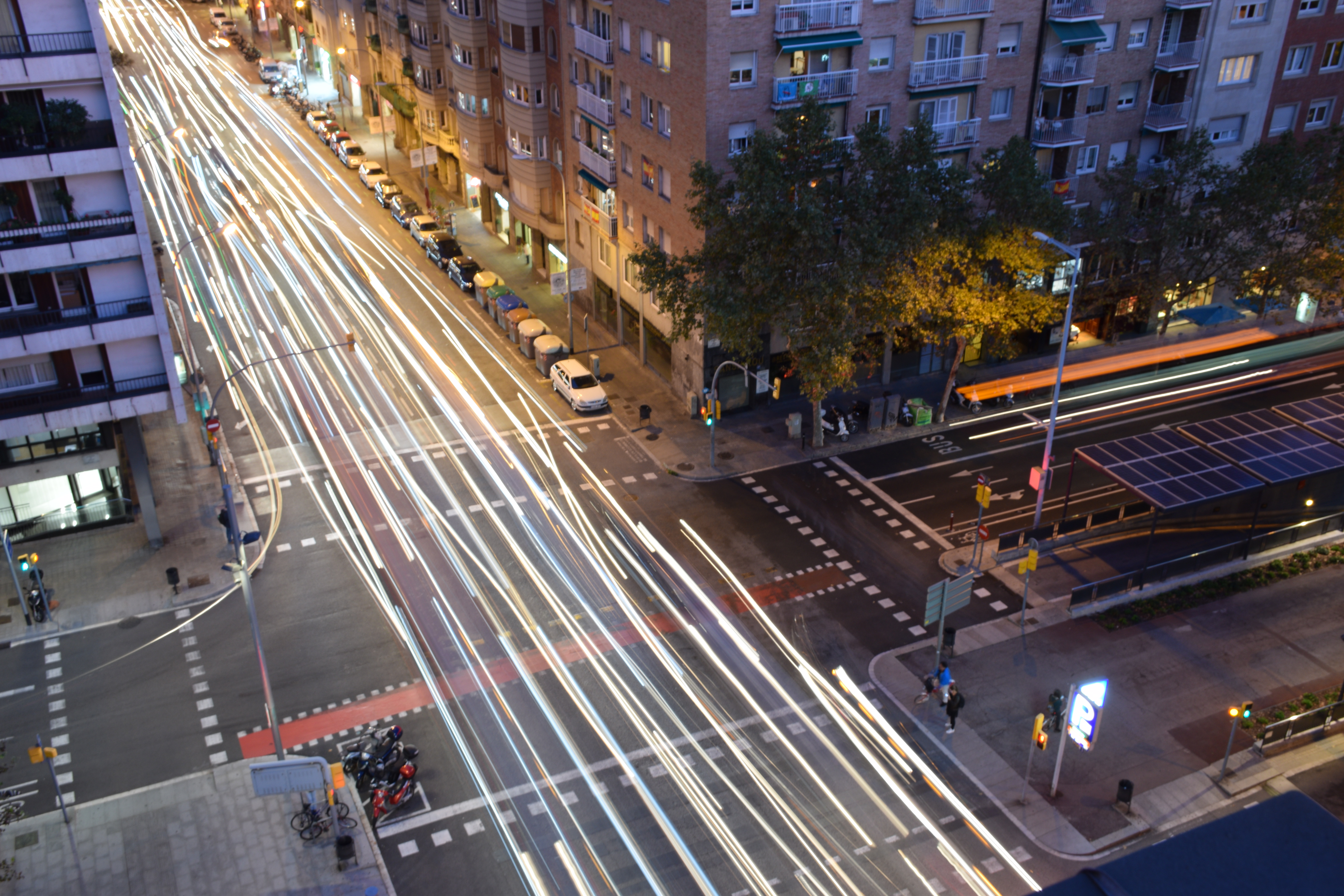
Photographie prise avec 5.00 s de temps de pose

En photographie, le temps de pose ou durée d'exposition est l'intervalle de temps pendant lequel l'obturateur de l'appareil photographique laisse passer la lumière lors d’une prise de vue, et donc la durée de l'exposition de la pellicule photographique ou du capteur. Le terme vitesse d'obturation est également utilisé comme synonyme, bien que certains auteurs lui associent l'inverse du temps de pose. 
Le temps de pose fait partie, avec l'ouverture et la sensibilité ISO du film (ou capteur), des trois paramètres qui permettent de contrôler l'exposition de l'image.

## Historique

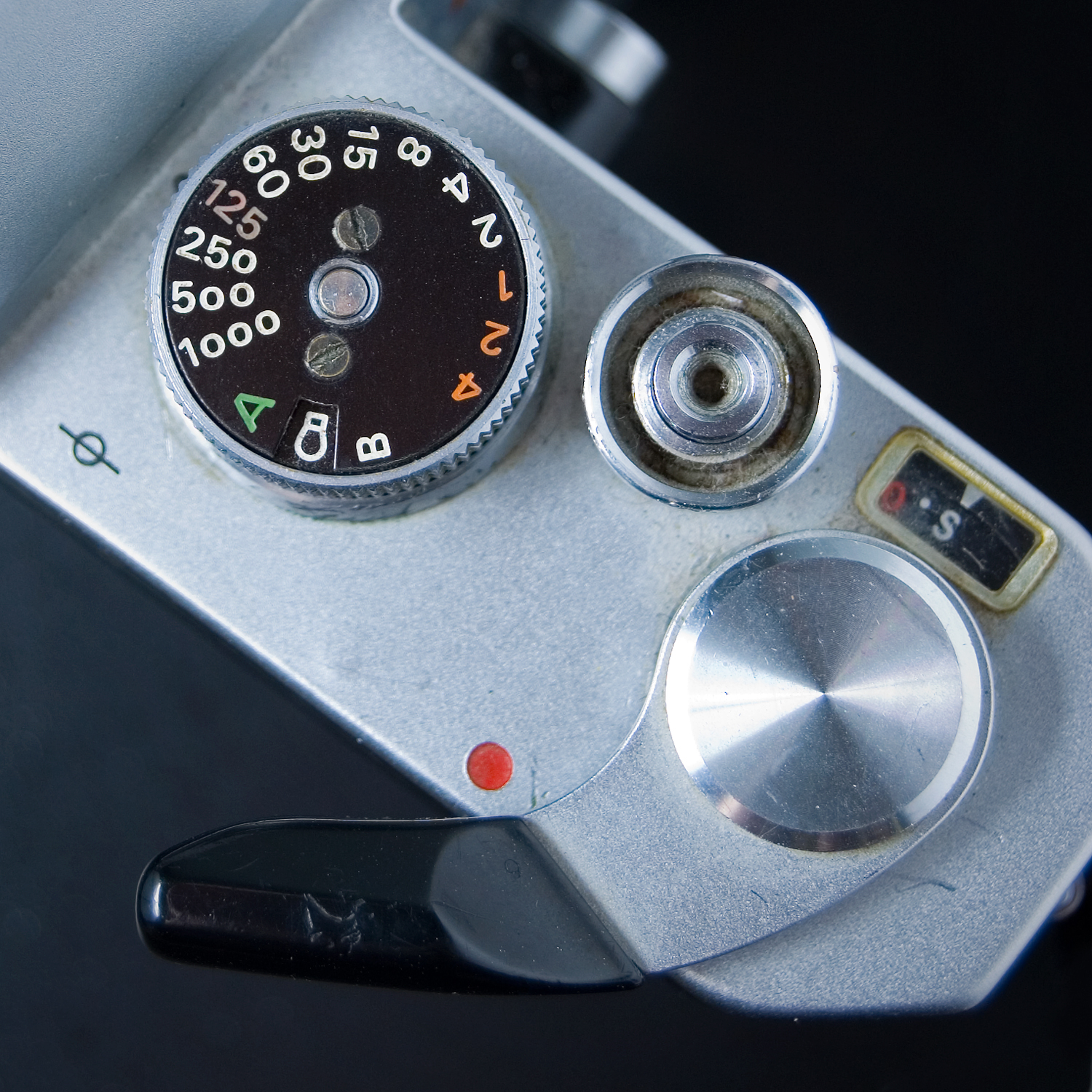
Molette de réglage du temps de pose d'un Nikkormat.

Au début du développement de la photographie, les différents temps de pose d'un obturateur n'étaient pas standardisés. À la suite de l'adoption d'un standard pour les valeurs d'ouverture, selon lequel chaque cran double ou divise par deux la quantité de lumière imprimant la surface sensible, une échelle standardisée fit également son apparition pour le temps de pose, qui varie du simple au double à chaque échelon, de manière qu'augmenter l'ouverture et diminuer le temps de pose d'un cran, et vice-versa, aboutisse à la même exposition. Les valeurs retenues, exprimées en nombre fractionnaire, sont :
- 1/1000 s
- 1/500 s
- 1/250 s
- 1/125 s
- 1/60 s
- 1/30 s
- 1/15 s
- 1/8 s
- 1/4 s
- 1/2 s
- 1 s

Le temps de pose le plus court en usage sur les reflex numériques d'aujourd'hui est d'1/8000e de seconde. On note toutefois que le Minolta Dynax 9Xi de 1992 permettait un temps de pose de 1/12000 s.
En photographie argentique, les temps de pose longs (de quelques secondes à plusieurs minutes, voire plusieurs heures) amènent des dérives chromatiques et des allongements nécessaires du temps d'exposition : c'est l'effet Schwarzschild.
En photographie numérique, le rallongement des temps de pose peut causer une dégradation de l'image par l'apparition de bruit thermique.

## Technique
Lorsque l’appareil est en mode automatique, l’utilisateur n’a pas à s’occuper du temps de pose. Certains appareils, en particulier les compacts d'entrée de gamme, ne disposent que de ce mode automatique.
La plupart des boîtiers reflex ainsi que les bridges et compacts haut de gamme permettent de régler le temps de pose à l'aide d'une molette. Le photographe peut laisser le réglage de l'ouverture à l'automatisme du boîtier (mode priorité vitesse, abrégé S ou Tv) ou régler lui-même l'ouverture (mode manuel).
Pour réaliser certains effets artistiques ou lorsque la luminosité est faible, l’utilisateur peut régler le temps d’exposition en choisissant le mode « priorité à la vitesse » ou le mode manuel, ce dernier permettant de régler aussi l'ouverture du diaphragme.
Le plus long temps de pose prédéfini d'un boîtier est rarement supérieur à quelques secondes. Lorsqu'une exposition plus longue est nécessaire, la pose B (respectivement T) permet d'ouvrir l'obturateur aussi longtemps que le déclencheur est enfoncé (respectivement jusqu'à ce qu'il soit pressé une deuxième fois).

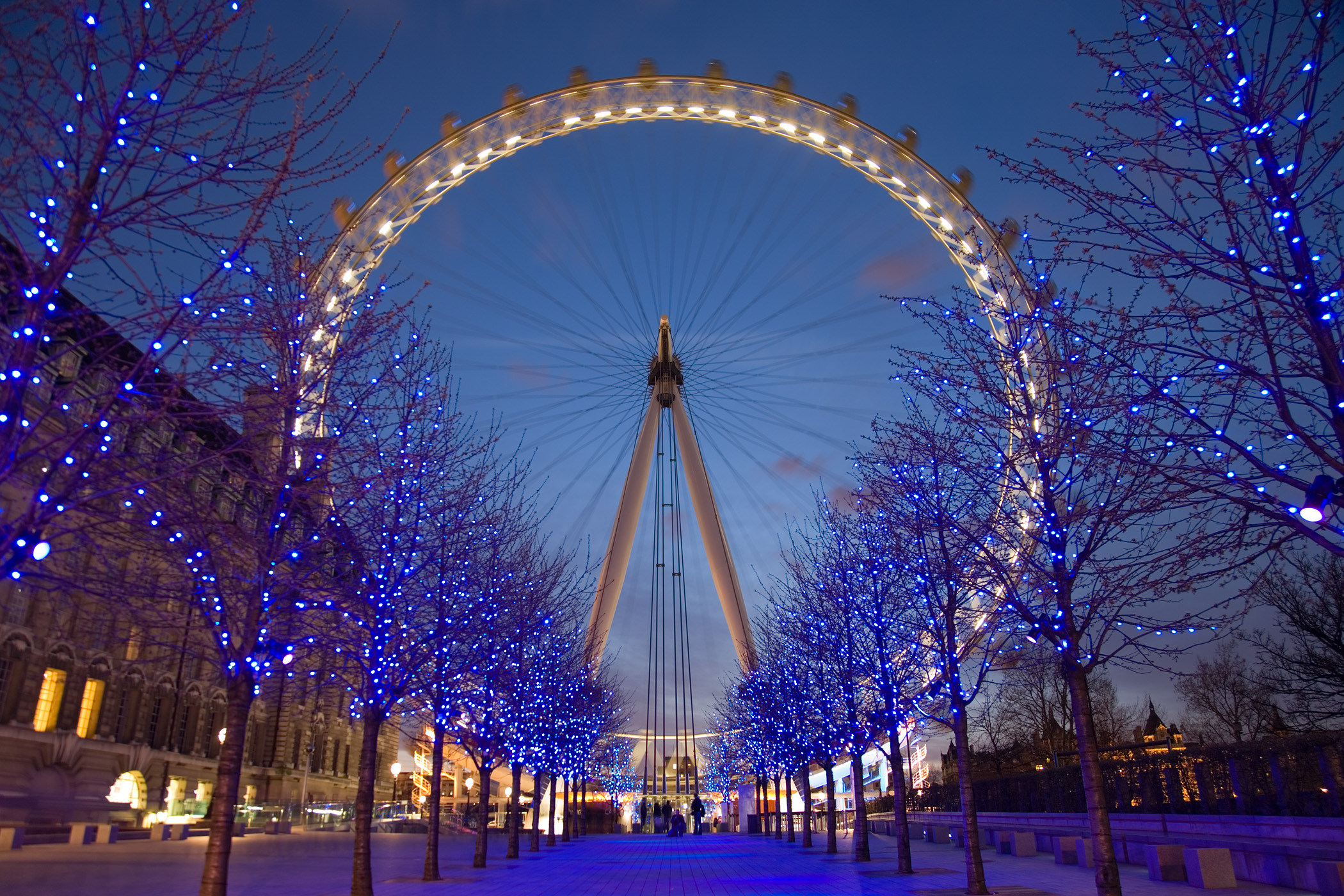
Temps de pose de 6 secondes, appareil sur trépied.

À main levée, il est communément admis que, dans certaines limites, le temps de pose maximal permettant d'obtenir une image acceptable d'un objet immobile correspond grossièrement à l'inverse de la distance focale, en équivalent 24 × 36 mm. Pour les autres formats, il faut multiplier la focale par le coefficient de conversion (1,5 dans le cas d'un capteur APS-C). Ainsi, pour une surface sensible de 24 × 36 mm et une focale de 250 mm, le temps de pose maximal à respecter sera d'1/250 seconde, et plutôt 1/375 s sur un format APS-C.
Ceci étant, l'augmentation du nombre de pixels sur les capteurs numériques rend le photographe de plus en plus exigeant sur la netteté, et ce ratio devrait être décalé d'un cran au moins (1/250 s devenant 1/500 s), pour tirer convenablement parti de la définition d'un capteur 24×36 de 21 Mpixels par exemple.
Si les conditions lumineuses requièrent un temps de pose plus long, il est nécessaire de recourir à un moyen de stabilisation (trépied ou stabilisation d'image).
Si un flash est utilisé, le temps de pose doit être égal ou supérieur à sa vitesse de synchronisation.

## Exploitation artistique
Les répercussions du temps de pose sur le rendu d'une photographie ne s'arrêtent pas à l'exposition. Un objet mobile capturé en pose longue fera apparaître des traînées sur l'image, suggérant le mouvement. Au contraire, capturé avec un temps de pose très court, son mouvement apparaîtra figé.
La technique du fond filé consiste à suivre le mouvement de l'objet principal le temps que dure l'exposition, de manière à rendre le flou non pas sur ce dernier, mais sur l'arrière-plan.
Le light painting consiste, quant à lui, à déplacer la source lumineuse pendant la pose. Le camera toss en est une variante, plus aléatoire, où le photographe lance ou fait tournoyer son appareil après le déclenchement.

## Galerie d'exemples

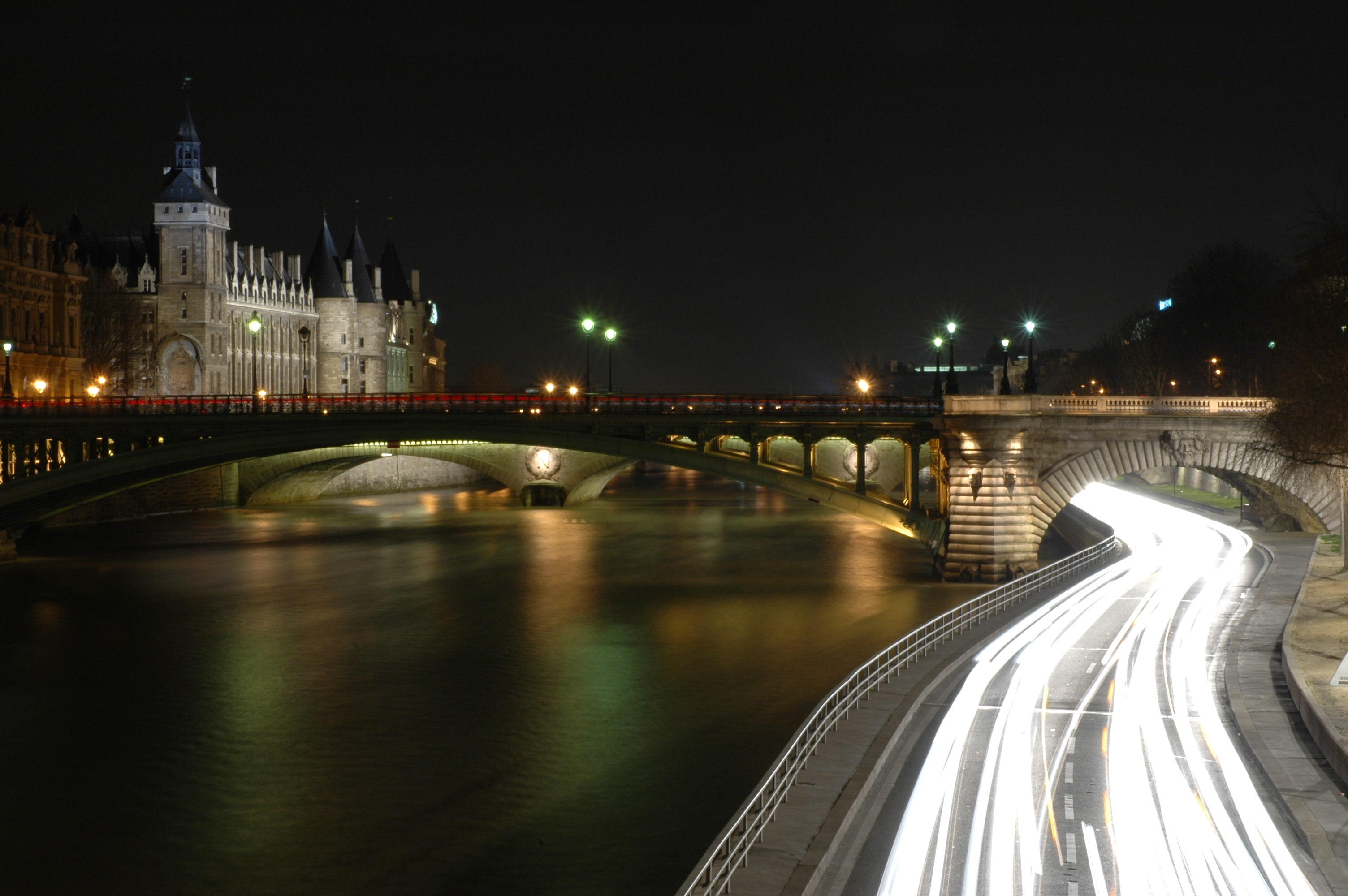
20 secondes : les voitures sont gommées, seules les traînées de leurs phares subsistent.
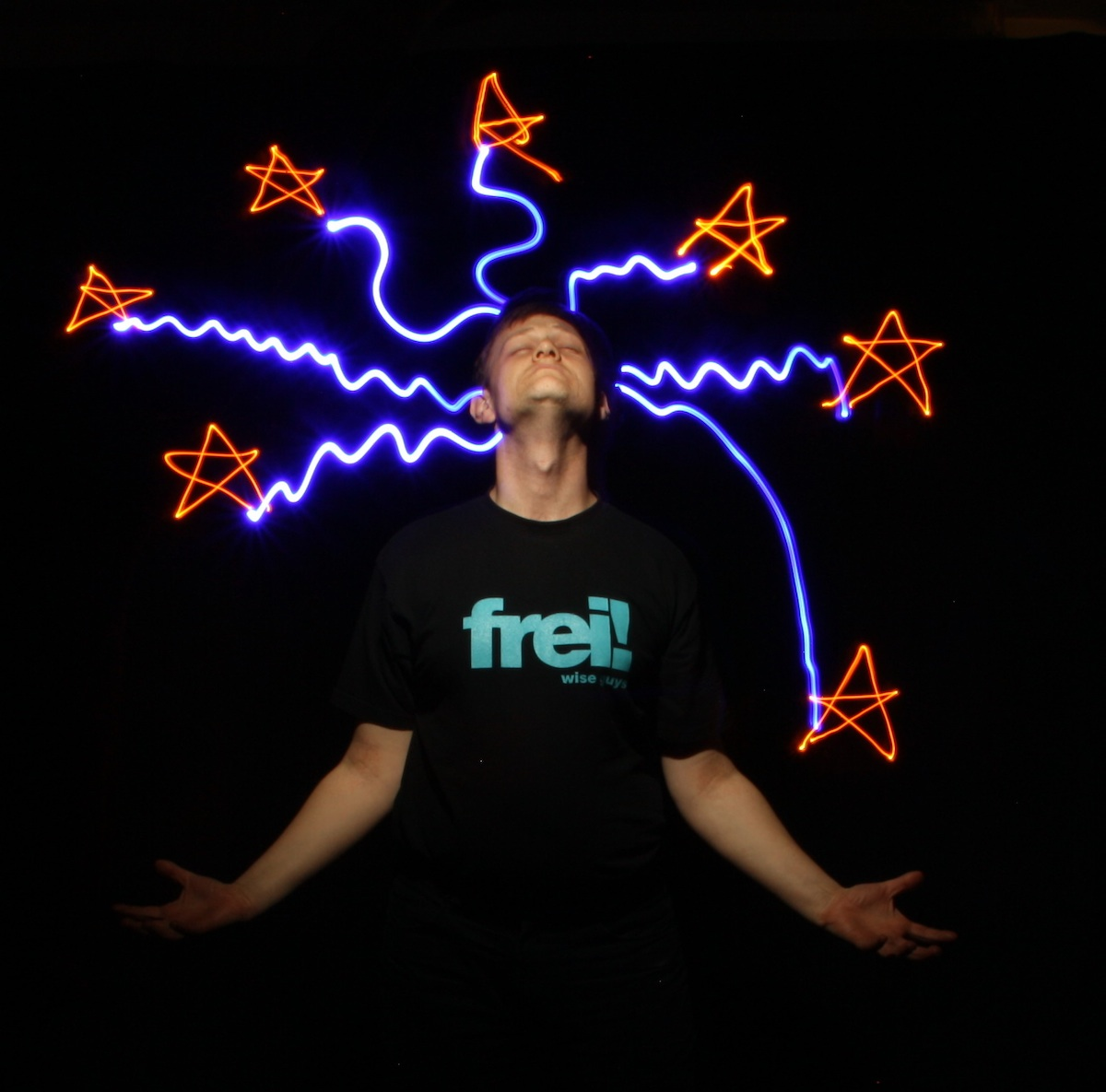
Light painting.
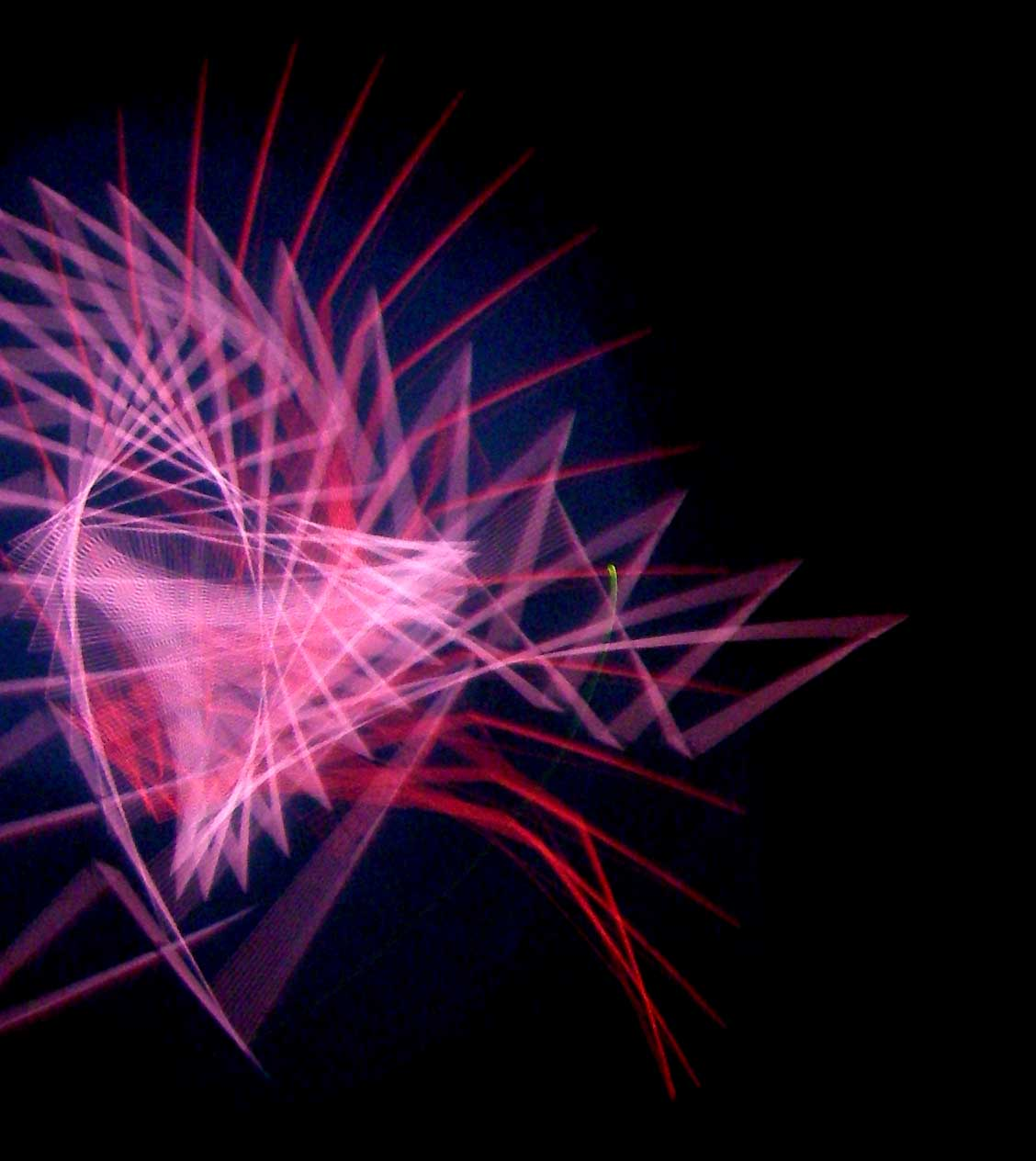
Camera toss.